# Masters da Alemanha de Snooker
O German Masters ou Masters da Alemanha é um torneio profissional de snooker. O torneio atualmente conta para o ranking mundial da categoria e faz parte do Snooker Main Tour. Realizou-se pela primeira vez em 1995. O inglês Judd Trump é seu atual campeão.

## História

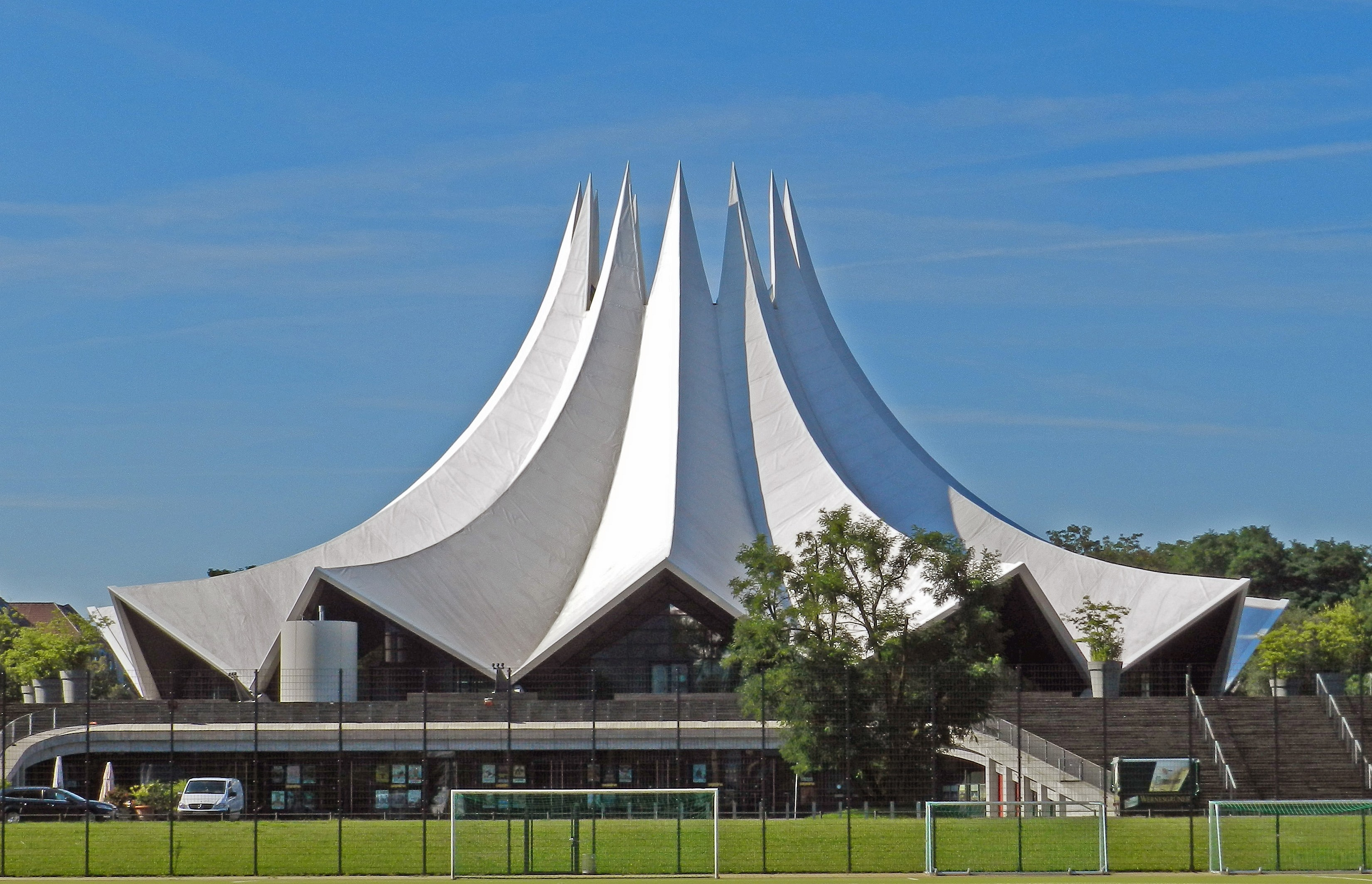
Tempodrom (Berlin)

Entre 1995 e 1997, o torneio era conhecido como German Open (em português: Aberto da Alemanha), contando para o ranking mundial de snooker como parte do Snooker Main Tour. Em seus primeiros três anos, o evento foi realizado em Frankfurt, Osnabrück e Bingen am Rhein. Em 1998, o torneio aconteceu novamente em Bingen am Rhein, e teve seu nome alterado para German Masters, mas na ocasião não fazia mais parte do ranking. O evento foi descontinuado após a edição de 1998, mas retornou na temporada de 2010–11 e novamente como parte do Snooker Main Tour, e desde então vem sendo realizado no Tempodrom em Berlim.

## Edições
| Ano                                        | Campeão               | Vice-campeão          | Placar                | Local                                | Temporada             | Ref.                  |
| German Open (ranking)                      | German Open (ranking) | German Open (ranking) | German Open (ranking) | German Open (ranking)                | German Open (ranking) | German Open (ranking) |
| ------------------------------------------ | --------------------- | --------------------- | --------------------- | ------------------------------------ | --------------------- | --------------------- |
| 1995                                       | John Higgins          | Ken Doherty           | 9–3                   | Messe, Frankfurt                     | 1995–96               | [ 1 ]                 |
| 1996                                       | Ronnie O'Sullivan     | Alain Robidoux        | 9–7                   | British Army Base, Osnabrück         | 1996–97               | [ 1 ]                 |
| 1997                                       | John Higgins          | John Parrott          | 9–4                   | Atlantis Rheinhotel, Bingen am Rhein | 1997–98               | [ 1 ]                 |
| German Masters (não contou para o ranking) |                       |                       |                       |                                      |                       |                       |
| 1998                                       | John Parrott          | Mark Williams         | 6–4                   | Atlantis Rheinhotel, Bingen am Rhein | 1998–99               | [ 1 ]                 |
| German Masters (ranking)                   |                       |                       |                       |                                      |                       |                       |
| 2011                                       | Mark Williams         | Mark Selby            | 9–7                   | Tempodrom, Berlin                    | 2010–11               | [ 5 ]                 |
| 2012                                       | Ronnie O'Sullivan     | Stephen Maguire       | 9–7                   | Tempodrom, Berlin                    | 2011–12               | [ 6 ]                 |
| 2013                                       | Ali Carter            | Marco Fu              | 9–6                   | Tempodrom, Berlin                    | 2012–13               | [ 7 ]                 |
| 2014                                       | Ding Junhui           | Judd Trump            | 9–5                   | Tempodrom, Berlin                    | 2013–14               | [ 8 ]                 |
| 2015                                       | Mark Selby            | Shaun Murphy          | 9–7                   | Tempodrom, Berlin                    | 2014–15               | [ 9 ]                 |
| 2016                                       | Martin Gould          | Luca Brecel           | 9–5                   | Tempodrom, Berlin                    | 2015–16               | [ 10 ]                |
| 2017                                       | Anthony Hamilton      | Ali Carter            | 9–6                   | Tempodrom, Berlin                    | 2016–17               | [ 11 ]                |
| 2018                                       | Mark Williams         | Graeme Dott           | 9–1                   | Tempodrom, Berlin                    | 2017–18               | [ 12 ]                |
| 2019                                       | Kyren Wilson          | David Gilbert         | 9–7                   | Tempodrom, Berlin                    | 2018–19               | [ 13 ]                |
| 2020                                       | Judd Trump            | Neil Robertson        | 9–6                   | Tempodrom, Berlin                    | 2019–20               | [ 14 ]                |
| 2021                                       | Judd Trump            | Jack Lisowski         | 9–2                   | Marshall Arena, Milton Keynes        | 2020–21               | [ 15 ] [ 16 ]         |

### Títulos por jogador
| Jogador           | Título(s) | Vice(s) | Ano(s) do(s) título(s) | Ano(s) do(s) vice(s) |
| ----------------- | --------- | ------- | ---------------------- | -------------------- |
| Mark Williams     | 2         | 1       | 2011, 2018             | 1998                 |
| Judd Trump        | 2         | 1       | 2020, 2021             | 2014                 |
| John Higgins      | 2         | 0       | 1995, 1997             |                      |
| Ronnie O'Sullivan | 2         | 0       | 1996, 2012             |                      |
| John Parrott      | 1         | 1       | 1998                   | 1997                 |
| Mark Selby        | 1         | 1       | 2015                   | 2011                 |
| Ali Carter        | 1         | 1       | 2013                   | 2017                 |
| Ding Junhui       | 1         | 0       | 2014                   |                      |
| Martin Gould      | 1         | 0       | 2016                   |                      |
| Anthony Hamilton  | 1         | 0       | 2017                   |                      |
| Kyren Wilson      | 1         | 0       | 2019                   |                      |
| Ken Doherty       | 0         | 1       |                        | 1995                 |
| Alain Robidoux    | 0         | 1       |                        | 1996                 |
| Stephen Maguire   | 0         | 1       |                        | 2012                 |
| Marco Fu          | 0         | 1       |                        | 2013                 |
| Shaun Murphy      | 0         | 1       |                        | 2015                 |
| Luca Brecel       | 0         | 1       |                        | 2016                 |
| Graeme Dott       | 0         | 1       |                        | 2018                 |
| David Gilbert     | 0         | 1       |                        | 2019                 |
| Neil Robertson    | 0         | 1       |                        | 2020                 |
| Jack Lisowski     | 0         | 1       |                        | 2021                 |

### Títulos por país
| País          | Título(s) | Vice(s) | Jogador(es) campeão(ões) |
| ------------- | --------- | ------- | --- |
| Inglaterra    | 10        | 7       | Ronnie O'Sullivan (2); Judd Trump (2); John Parrott (1); Mark Selby (1); Ali Carter (1); Martin Gould (1); Anthony Hamilton (1); Kyren Wilson (1) |
| País de Gales | 2         | 1       | Mark Williams (2) |
| Escócia       | 2         | 2       | John Higgins (2) |
| China         | 1         | 0       | Ding Junhui (1) |
| Irlanda       | 0         | 1       | |
| Canadá        | 0         | 1       | |
| Hong Kong     | 0         | 1       | |
| Bélgica       | 0         | 1       | |
| Austrália     | 0         | 1       | |